# Theo van Scheltinga
Tjeerd (Theo) Daniel van Scheltinga (6 mars 1914, Amsterdam – 30 juillet 1994) est un joueur d'échecs néerlandais.  La fédération internationale des échecs lui décerna le titre de maître international en 1950. Il remporta deux fois le tournoi de Beverwijk (en 1944 et 1947). Il termina trois fois deuxième  du championnat d'échecs des Pays-Bas, derrière Max Euwe (en 1948, 1950 et 1952).

## Participations aux olympiades
Theo van Scheltinga représenta les Pays-Bas lors de l'olympiade non officielle de 1936 à Munich et à cinq reprises lors des olympiades officielles (de 1937 à 1954). Il joua au premier échiquier néerlandais lors de l'olympiade d'échecs de 1939 et de l'olympiade d'échecs de 1952.